# Kloster Bouillas
Das Kloster Bouillas (Boüillas; Portaglonium) war eine Zisterzienserabtei in der Gemeinde Pauilhac im Département Gers, Region Okzitanien, in Frankreich. Es lag rund 7 km nordwestlich von Fleurance und südlich von Lectoure zwischen dem Fluss Gers und seinem Zufluss Lauze.

## Geschichte
Das Kloster wurde 1150 (die gelegentlich zu findende Angabe: gegen 1126 kann nicht richtig sein) in dem Porte-Glands (jetzt Fôret du Ramier) genannten Wald, den Hardouin de Bouillas gestiftet hatte, gegründet und mit einem Gründungskonvent besetzt, der aus Kloster L’Escaladieu kam. Das Kloster gehörte damit der Filiation der Primarabtei Morimond an. Von dem Kloster und Eustache de Beaumarchès wurde 1272 die Bastide Fleurance gegründet. 1557 war das Kloster in Kommende gefallen. In der französischen Revolution fand es sein Ende. Gegen 1826 wurde es abgebrochen.

## Bauten und Anlage
Das Kloster wird als verschwunden bezeichnet. An anderer Stelle werden jedoch einige Abbildungen älterer Gebäude gezeigt. In Sainte-Radegonde (Gers) werden ein Kelch und eine Patene aus Bouillas aufbewahrt. Teile des Kreuzgangs gelangten in die Anlage French Cloisters auf den Bahamas.